# Scedella cyana
Scedella cyana är en tvåvingeart som först beskrevs av Walker 1849.  Scedella cyana ingår i släktet Scedella och familjen borrflugor.
Artens utbredningsområde är Sierra Leone. Inga underarter finns listade i Catalogue of Life.